# Рокитівська сільська рада (Михайловський район)
Роки́тівська сільська рада (рос. Ракитовский сельский совет) — сільське поселення у складі Михайловського району Алтайського краю Росії.
Адміністративний центр та єдиний населений пункт — село Рокити.

## Населення
Населення — 2119 осіб (2019; 2284 в 2010, 2681 у 2002).